# 켈리 프레스턴
켈리 프레스턴(영어: Kelly Preston, 1962년 10월 13일 ~ 2020년 7월 12일)은 미국의 배우이다.

## 출연 작품

### 영화
- 10 투 미드나잇 (1983)
- 크리스틴 (1983)
- 스페이스 캠프 (1986)
- 트윈스 (1988)
- 표적 (1991)
- 사랑을 기다리며 (1995)
- 제리 맥과이어 (1996)
- 커들드 (1996)
- 황혼에서 새벽까지 (1996)
- 오스틴 파워: 제로 (1997) - 삭제
- 낫씽 투 루즈 (1997)
- 애딕티드 러브 (1997)
- 잭 프로스트 (1998)
- 홀리 맨 (1998)
- 사랑을 위하여 (1999)
- 배틀필드 (2000)
- 뷰 프롬 더 탑 (2003)
- 왓 어 걸 원츠 (2003)
- 더 캣 (2003)
- 스카이 하이 (2005)
- 데스 센텐스 (2007)
- 올드 독스 (2009)
- 라스트 송 (2010)
- 카지노 잭 (2010)
- 고티 (2018)

### 텔레비전
- 하와이 파이브-O (1980)
- 기동순찰대 (1983)
- 형사 Q (1983)
- 납골당의 미스터리 (1990)
- 피어 팩터 (2001)
- 조이 (2004)
- 고스트 & 크라임 (2008)
- CSI: 사이버 (2016)